# Trygghamna
Trygghamna is een baai van het eiland Spitsbergen, dat deel uitmaakt van de Noorse eilandengroep Spitsbergen.
De baai werd vroeger veel gebruikt als veilige haven voor walvisvaarders.

## Geografie
De baai is noordwest-zuidoost georiënteerd en heeft een lengte van ongeveer zes kilometer. Ze mondt in het zuiden uit in het Isfjord. De baai is in het noordwesten van dit fjord gelegen aan de noordkust met verder naar het westen de monding van het fjord. Direct ten oosten van de monding ligt de baai Ymerbukta.
De baai ligt in Oscar II Land.